# Мамелюк (фільм, 1958)
«Мамелюк» (груз. «მამლუქი») — грузинський радянський художній фільм студії Грузія-фільм 1958 року режисера Давида Ронделі за однойменним романом 1902 року Кіндрата Татаришвілі (Уяраго), який був
вперше надрукований у журналі «Світило» в 1940 році.

## Сюжет
Дія фільму починається в Грузії наприкінці XVIII століття. Чужоземці викрадають дітей, щоб зробити з них згодом вірних і безжальних воїнів-яничарів — мамелюків. Двох хлопчиків-друзів викрадають і продають у рабство. Один потрапляє до Єгипту і стає мамелюком, а інший — до Венеції.
Пройшло багато років і колишні друзі зустрічаються уже як вороги — один як наполеонівський офіцер (венеційський сотник), а другий як єгипетський мамелюк Махмуд. Мамелюк під час поєдинку з французьким офіцером ранить венеційського сотника. Сотник, падаючи з коня на пісок, вигукує грузинською «Ой, мамо!». І тоді Махмуд впізнає в ньому свого товариша з дитячих ігор — Гочу.

## Ролі виконують
- Дато Данелія — Хвіча
- В. Джоджуа — Гоча
- М. Лондарідзе — Цира
- Отар Коберідзе — Махмуд
- Акакій Хорава — Алі-Бей
- Лія Еліава — Зейнаб
- Г. Шавгулідзе — Аслан-Бей
- Едішер Магалашвілі — Ревія
- Веріко Анджапарідзе — Родамі
- Гурам Сагарадзе — Ібрагім